# Frankenburg am Hausruck
Frankenburg am Hausruck osztrák mezőváros Felső-Ausztria Vöcklabrucki járásában. 2018 januárjában 4842 lakosa volt.

## Elhelyezkedése

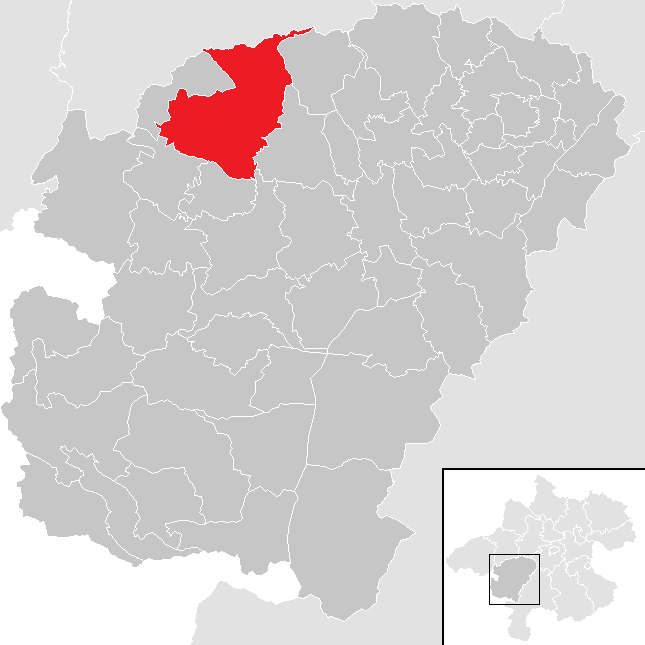
Frankenburg am Hausruck a Vöcklabrucki járásban

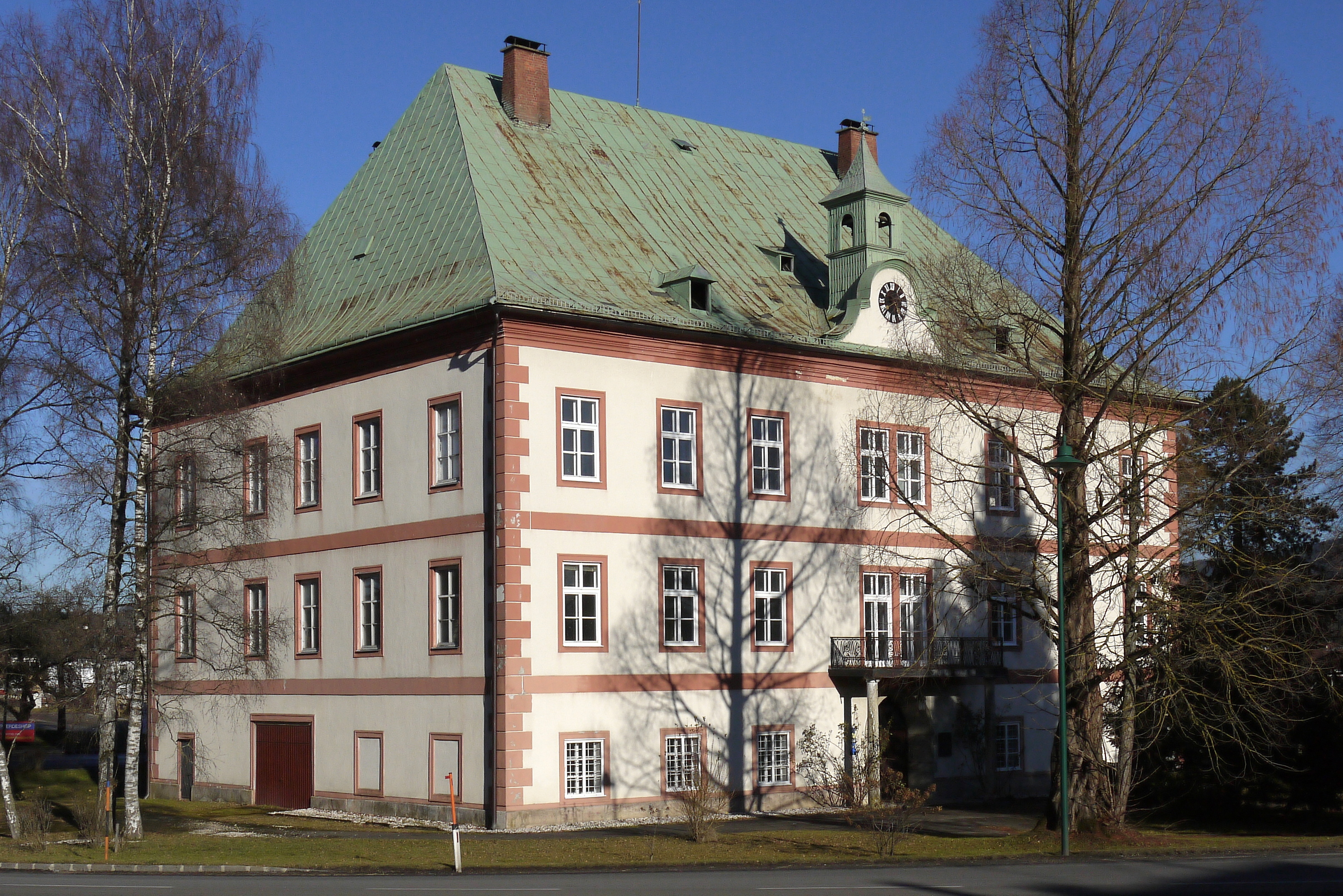
A Frein-kastély

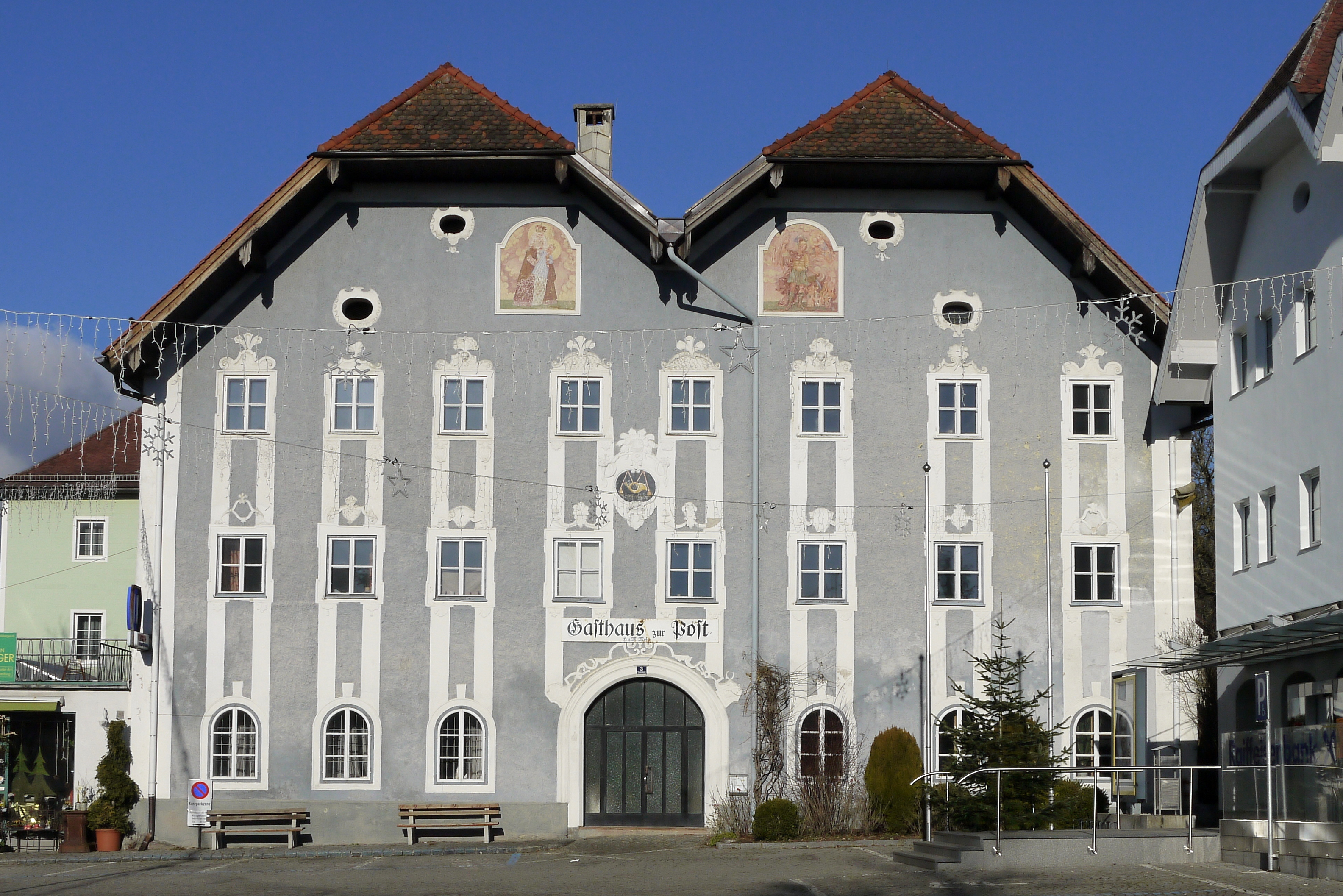
Fogadó a Postához

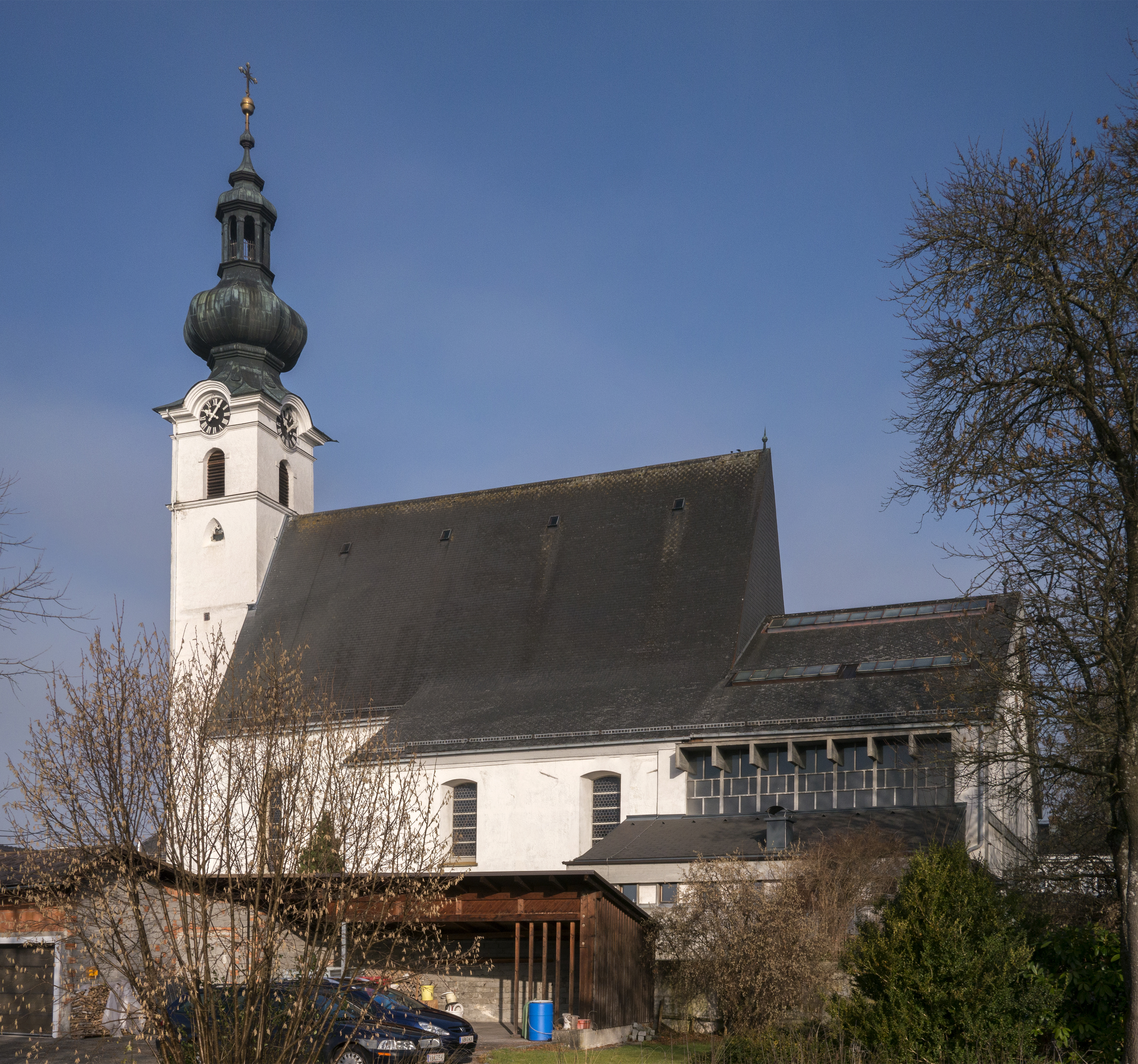
A Szt. Márton-plébániatemplom

Frankenburg am Hausruck Felső-Ausztria Hausruckviertel régiójában helyezkedik el a Redlbach folyó mentén. Területének 44,5%-a erdő, 49,3% áll mezőgazdasági művelés alatt. Az önkormányzat 63 településrészt és falut egyesít: Arbing (40 lakos 2018-ban), Au (119), Außerhörgersteig (40), Badstuben (95), Brunnhölzl (22), Diemröth (53), Dorf (86), Egg (65), Engern (30), Erdpries (4), Erlatwaid (47), Exlwöhr (26), Finkenröth (13), Fischeredt (39), Fischigen (24), Frankenburg am Hausruck (2122), Friedhalbing (30), Geldigen (17), Göblberg (3), Grünbergsiedlung (80), Halt (37), Haslach (38), Haslau (48), Hintersteining (39), Hoblschlag (52), Hofberg (44), Innerhörgersteig (66), Innerleiten (149), Kinast (19), Klanigen (108), Leitrachstätten (20), Lessigen (50), Loixigen (94), Marigen (20), Märzigen (23), Mauern (31), Mayrhof (28), Mitterriegl (109), Mühlstaudet (31), Niederriegl (49), Oberedt (50), Oberfeitzing (16), Oberhaselbach (12), Ottigen (5), Ottokönigen (99), Pehigen (19), Perschling (30), Point (72), Pramegg (23), Raitenberg (34), Redltal (9), Renigen (49), Schnöllhof (65), Seibrigen (49), Stöckert (18), Tiefenbach (13), Unterau (42), Unteredt (22), Unterfeitzing (66), Unterhaselbach (40), Vordersteining (40), Wiederhals (24) és Zachleiten (35). 
A környező önkormányzatok: keletre Ampflwang im Hausruckwald, délkeletre Neukirchen an der Vöckla, délre Vöcklamarkt és Pfaffing, délnyugatra Fornach, nyugatra Redleiten, északnyugatra Waldzell, északra Pramet és Schildorn, északkeletre Eberschwang.

## Története
Frankenburg területe i.e. 16-ig Noricum kelta királyságához, utána pedig az azonos nevű római provinviához tartozott. 600 körül germán bajorok telepedtek meg a régióban. Kb. 1100-ban Rapoto von Julbach megépítette Frankenburg várát a Hofburgon. Ekkor a térség még a Bajor Hercegség keleti határvidékét képezte, de a 12. században átkerült Ausztriához. A hercegség 1490-es felosztásakor az Enns fölötti Ausztria része lett. 
A vár melletti Zwispallen falut II. Ferdinánd császár 1621-ben Frankenburg néven mezővárosi rangra emelte. 
1625-ben, a harmincéves háború során katolikus papot helyeztek Frankenburgba, a protestáns polgárság és parasztság pedig fellázadt. A kormányzó, Adam von Herberstorff gróf kegyelmet ígért azoknak akik leteszik a fegyvert, így a felkelés három nap múlva elhalt. A kormányzó elfogatta a lázadás 36 szervezőjét és páronként kockajátékra kényszerítette őket, a veszteseket pedig felköttette.
A napóleoni háborúk során Frankenburgot több alkalommal megszállták. 
A köztársaság 1918-as megalakulásakor Felső-Ausztria tartományhoz sorolták. Miután Ausztria 1938-ban csatlakozott a Német Birodalomhoz, az Oberdonaui gau része lett; a második világháború után visszakerült Felső-Ausztriához.

## Lakosság
A Frankenburg am Hausruck-i önkormányzat területén 2018 januárjában 4842 fő élt. A lakosságszám 2001-ben érte el csúcspontját 5094 fővel, azóta kissé alacsonyabb szinten stabilizálódott. 2015-ben a helybeliek 94,3%-a volt osztrák állampolgár; a külföldiek közül 1,3% a régi (2004 előtti), 1,9% az új EU-tagállamokból érkezett. 1,4% a volt Jugoszlávia (Szlovénia és Horvátország nélkül) vagy Törökország, 1,1% egyéb országok polgára. 2001-ben a lakosok 91,3%-a római katolikusnak, 1,3% evangélikusnak, 2,7% mohamedánnak, 3,2% pedig felekezeten kívülinek vallotta magát. Ugyanekkor 8 magyar élt a mezővárosban. 

## Látnivalók
- Frankenburg várának mára romjai is alig maradtak, a 15. században elhagyták és a környékbeli lakosság építőanyagnak elhordta a köveit.
- a Frein-kastély eredetileg a mattseei apátságé volt. Több kézen át 1621-ben a Khevenhüller grófokhoz jutott, tőlük Andreas Pausinger és leszármazottjai, 1849-tól Franz Schaup szerezte meg. A második világháborúban a náci pártfunkcionáriusok használták, a háború után német menekülteket szállásoltak el benne. Ma hatósági irodák működnek benne.
- a Szt. Márton-plébániatemplom
- a 35 m magas göblbergi kilátó
- a botanikus kert
- a Hobelsberg-Riesn természetvédelmi terület
- a kockamúzeum

## Testvértelepülések
- Vernon (Kanada)

## Fordítás
- Ez a szócikk részben vagy egészben  a   Frankenburg am Hausruck című német Wikipédia-szócikk ezen változatának fordításán alapul.  Az eredeti cikk szerkesztőit annak laptörténete sorolja fel. Ez a jelzés csupán a megfogalmazás eredetét és a szerzői jogokat jelzi, nem szolgál a cikkben szereplő információk forrásmegjelöléseként.